# Vinayaditya od Vatapija
Vinayaditya — nazvan po bogu Sunca – bio je indijski vladar i kralj Chalukye (Ćalukja), a vladao je od oko 681. do oko 696.
Sin i nasljednik vladara Vikramaditye I., Vinayaditya [Vinajaditja] borio se s mnogim narodima. 
Vinayaditya je imao naslov Rajasraya, kao i naslov koji ga povezuje s božicom Zemlje.
Vijayaditya je bio sin kralja Vinayaditye.